# بریستول اوریون
بریستول اوریون (به انگلیسی: Bristol Orion) یک موتور هواگرد ساختِ کارخانهٔ بریستول سیدلی در کشور بریتانیا است.